# Беляковец
Беляковец (болг. Беляковец) — село в Болгарии. Находится в Великотырновской области, входит в общину Велико-Тырново. Население составляет 806 человек (2022).

## Политическая ситуация
В местном кметстве Беляковец, в состав которого входит Беляковец, должность кмета (старосты) исполняет Албена Алексиева Алексиева-Беренска (независимый) по результатам выборов.
Кмет (мэр) общины Велико-Тырново — Румен Рашев (независимый) по результатам выборов.